# Famous Last Words (groupe)
Pour les articles homonymes, voir Famous Last Words.
Famous Last Words est un groupe américain de post-hardcore, originaire de Petoskey, dans le Michigan.

## Histoire
Le groupe est formé en 2008 à Petoskey, dans l'État américain du Michigan, sous le nom de A Walking Memory. Le groupe est composé du chanteur JT Tollas, du batteur Craig Simons, du guitariste Tyler Myklebust et du bassiste Matthew Bell. D'anciens musiciens sont le bassiste Jesse Maddy et le guitariste principal Ethan Osborn.
Avant d'adopter son nom actuel, Famous Last Words, le groupe sort l'EP You Could Have Made this Easier en 2010. Celui-ci est publié à l'initiative du groupe. Après le changement de nom, deux autres EP suivent, In Your Face en 2010 et Pick Your Poison en 2012. Puis ils signent avec InVogue Records. Le premier album Two-Faced Charade sort en 2013 et le deuxième album studio Council of the Dead sorti un an plus tard. Les deux albums se hissent dans les charts américains officiels. Après un passage chez Revival Recordings, le groupe sort son troisième album, The Incubus.
Depuis sa création, le groupe a effectué des tournées de concerts avec Hawthorne Heights, The Red Jumpsuit Apparatus, Palisades, Capture the Crown et Crown the Empire. Chacune de ces tournées de concerts n'a cependant lieu qu'en Amérique du Nord.

## Style musical
James Christopher Monger d'AllMusic décrit le style musical du groupe comme un mélange de metalcore, de post-rock et de screamo. Michael Gonzales de l'Examiner attribue au groupe une ressemblance par endroits avec Asking Alexandria et Silverstein sur leur premier album Two-Faced Charade.

## Discographie

### Albums studio
- 2013 : Two-Faced Charade (InVogue Records)
- 2014 : Council of the Dead (InVogue Records)
- 2016 : The Incubus (Revival Recordings)

### EP
- 2010 : You Could Have Made This Easier
- 2010 : In Your Face
- 2012 : Pick Your Poison (InVogue Records)
- 2019 : Arizona (SBG Records)